# Tulip Air
Tulip Air war eine niederländische Charterfluggesellschaft mit Sitz in Rotterdam und Basis am Flughafen Rotterdam. Die Fluggesellschaft führte für eine Reihe von Reiseunternehmen Charterflüge in den Niederlanden durch. Tulip Air musste 2004 Insolvenz anmelden.

## Geschichte
Tulip Air wurde 1988 als Fluggesellschaft für Inlandsflüge von Rotterdam gegründet. Mit dem Passagieraufschwung der 1990er Jahre
flog Tulip Air auch Flughäfen im Ausland an. Zu Anfang den Flughafen Frankfurt und den Flughafen Niederrhein
an, später kamen Flughäfen ins ganz Europa dazu. Im Jahr 2000 wurde das Frachtgeschäft durch Farnair übernommen, in der Folge führte die Gesellschaft nur noch Lufttaxiflüge durch. Der Konkurs war 2004.

## Flotte
Zwischen 1988 und 2004 flog die Gesellschaft die folgenden Baumuster: 4 Airbus A300, 1 BAe Jetstream 31, 2 Beechcraft Super King Air, 1 Beechcraft 400, 2 Cessna 172, 2 Reims-Cessna F406, 7 Fokker F-27, 8 Piper Navajo.